# Tuzex (Berlín)
Tuzex byl obchůdek s českými výrobky v Berlíně ve čtvrti Prenzlauer Berg. Provozovatelem byl český umělec Luděk Pešek Pachl. Obchod fungoval od r. 2009 a v současné době je uzavřen. Nabízel české potraviny, alkoholické nápoje a známé popkulturní předměty (např. figurky Krtečka). Tuzex fungoval i jako galerie a místo setkávání české komunity v Berlíně.
Název „Tuzex“ odkazuje na síť obchodů se zahraničním zbožím v komunistickém Československu. 